# Dlouhá Ves (okres Klatovy)
Obec Dlouhá Ves (německy Langendorf) se nachází v okrese Klatovy, kraj Plzeňský. Žije zde 882 obyvatel.

## Historie
První písemná zmínka o obci pochází z roku 1290.

## Pamětihodnosti
- Zámek Dlouhá Ves v roce 1948 vyhořel a rok nato byl zbořen. Kaple sv. Kříže byla zbořena na počátku po roce 1980. Místo se nachází v areálu místního statku.[4]
- Kostel svatého Filipa a Jakuba
- Dva křížky u kostela
- Pomník obětem první světové války u kostela
- Skupina památných stromů u kostela, dle databáze AOPK č. 104357[5]
- Kaplička u statku naproti rybníku
- Socha svatého Jana Nepomuckého
- Židovský hřbitov
- Objekt československého lehkého opevnění

## Části obce
- Dlouhá Ves
- Annín
- Bohdašice
- Janovice
- Nové Městečko
- Platoř
- Rajsko

V letech 1850–1959 k obci patřil i Divišov.